# Liste der Nummer-eins-Hits in Deutschland (1965)
Diese Liste enthält alle Nummer-eins-Hits in Deutschland im Jahr 1965. Es gab in diesem Jahr acht Nummer-eins-Singles.
| Singles | Alben |
| --- | --- |
| \| Info \| \| ------------------------------------------------------------------------------------------------------------------------------------------------------------------------------------------------------------------------------------------------------ \| \| Am 1. Januar 1965 fand eine Änderung hinsichtlich des Zeitraumes der Chartveröffentlichungen statt. Die Charts werden nun etwa alle zwei Wochen an jedem 1. und 15. des Monats veröffentlicht und nicht nur etwa alle vier Wochen zum 1. eines Monats. \| - Roy Orbison: Oh, Pretty Woman - ½ Monat (1. Januar – 14. Januar) - Ronny: Kenn ein Land / Kleine Annabell - ½ Monat (15. Januar – 31. Januar, insgesamt 1 Monat) - Cliff Richard: Das ist die Frage aller Fragen (Spanish Harlem) - 1 Monat (1. Februar – 28. Februar) - Ronny: Kenn ein Land / Kleine Annabell - ½ Monat (1. März – 14. März, insgesamt 1 Monat) - Petula Clark: Downtown - 2½ Monate (15. März – 31. Mai) - The Rolling Stones: The Last Time - 1 Monat (1. Juni – 30. Juni) - Nini Rosso: Il Silenzio (Abschiedsmelodie) - 3½ Monate (1. Juli – 14. Oktober) - The Rolling Stones: (I Can't Get No) Satisfaction - 1½ Monate (15. Oktober – 30. November) - Drafi Deutscher: Marmor, Stein und Eisen bricht - 1 Monat (1. Dezember – 31. Dezember, insgesamt 1½ Monate; → 1966) | - Soundtrack: My Fair Lady – Deutsche Originalaufnahme - 2 Monate (15. Dezember 1964 – 14. Februar 1965, insgesamt 22 Monate; → 1962, 1963 und 1964) - The Beatles – Beatles for Sale - 3 Monate (15. Februar – 14. Mai) - Soundtrack: My Fair Lady – Deutsche Originalaufnahme - 2 Monate (15. Mai – 14. Juli, insgesamt 22 Monate) - The Rolling Stones – The Rolling Stones No. 2 - 1 Monat (15. Juli – 14. August) - Soundtrack: My Fair Lady – Deutsche Originalaufnahme - 1 Monat (15. August – 14. September, insgesamt 22 Monate) - The Beatles – Help! - 2 Monate (15. September – 14. November) - Esther & Abi Ofarim – Neue Songs der Welt - 2 Monate (15. November 1965 – 14. Januar 1966, insgesamt 3 Monate) |
| Info | |
| Am 1. Januar 1965 fand eine Änderung hinsichtlich des Zeitraumes der Chartveröffentlichungen statt. Die Charts werden nun etwa alle zwei Wochen an jedem 1. und 15. des Monats veröffentlicht und nicht nur etwa alle vier Wochen zum 1. eines Monats. | |

## Jahreshitparade
1. Nini Rosso: Il Silenzio
2. Petula Clark: Downtown
3. Bernd Spier: Das war mein schönster Tanz
4. Sam the Sham & the Pharaohs: Wooly Bully
5. Wanda Jackson: Santo Domingo
6. Die Five Tops: Rag Doll
7. France Gall: Poupée de cire, poupée de son
8. Roy Black: Du bist nicht allein
9. Casey Jones & the Governors: Don’t Ha Ha
10. Peggy March: Mit 17 hat man noch Träume